# Charles Racquet
Charles Racquet   (París, 1597 - París, 1 de gener de 1664) va ser un organista i compositor francès, conegut sobretot pel seu monumental orgue Fantaisie.
Provenia d'una gran família d'organistes parisencs i ell mateix va ser nomenat organista de Notre Dame de Paris a una edat primerenca, el 1618. Va ocupar el càrrec fins poc abans de la seva mort i el va succeir un altre membre de la família Racquet. També va exercir de músic a Marie de Médicis (lloc que el seu pare Baltasar va ocupar anteriorment) i a Anne d'Autriche, la reina mare. Raquet va ser molt ben vist pels seus contemporanis: els seus pupil·les van incloure el famós llaütista Denis Gaultier (que va escriure un tombeau a la mort del seu mestre), jesuïta estudiós Marin Mersenneera un amic íntim seu. Al segle xviii, l'escriptor Jean-Benjamin La Borde va nomenar Racquet "el millor organista del seu temps".

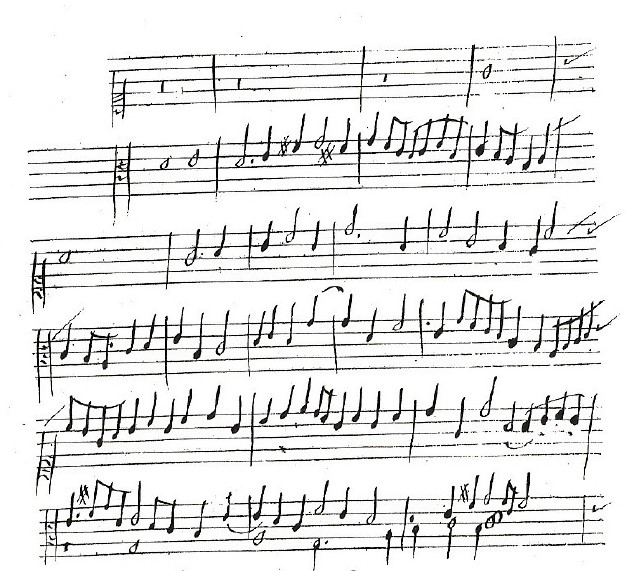
Primers pentagrames de la Fantasia de Charles Racquet

De la música de Racquet només sobreviuen Fantaisie per un sol orgue i Douze versets de psaume en duo sur les douze modes (12 duos sobre versos de salm), a Traité de l'harmonie universelle (1636) de Mersenne. La fantasia, escrita a petició de Mersenne de "mostrar què es podia fer a l'orgue", és una de les peces més famoses de l'escola d'orgue francesa. S'inspira en la música holandesa, en particular la de Sweelinck: es desenvolupa un tema únic a través de diverses seccions, la majoria imitadores. El disseny és el següent:
- Secció 1: contrapunt imitatiu tradicional amb diversos contraassumptes
- Secció 2: contrapunt imitatiu en una versió ornamentada del tema, amb contrapunts més ràpids
- Secció 3: tema en augment, indicat un cop a cada veu
- Secció 4: un bicinium duplici contrapuncto, una secció de dues veus en què el subjecte en la seva forma original es combina amb figures de setzena en l'altra veu.
- Secció 5: una tocata sobre un punt de pedal

Fantaisie de Racquet és una peça única a tot el repertori de teclats francesos; res com aquest no es va tornar a escriure a França.